# El mundo tal y como es
 El mundo tal y como es es una libro de memorias de Ben Rhodes, un antiguo miembro del personal de la Casa Blanca y asesor durante mucho tiempo del expresidente de los Estados Unidos, Barack Obama . El libro fue lanzado en inglés por Random House el 5 de junio de 2018, y en español en 2019 por la editorial Debate. Incluye un recuento de muchos eventos importantes durante los dos períodos de Obama como presidente. También incluye las reacciones de los líderes mundiales, incluidos Obama y la canciller alemana, Angela Merkel, ante la elección del presidente Donald Trump como el 45.º presidente de los Estados Unidos.